# Nintendo Switch Lite
Nintendo Switch Lite è una console portatile per videogiochi prodotta da Nintendo, che è stata commercializzata a partire dal 20 settembre 2019. Negli USA il prezzo è di $ 199 e in Italia € 219,98.
Analogamente a Nintendo DS Lite la parola lite è stata scelta da Nintendo come gioco di parole poiché light in inglese sta ad indicare sia leggero che luce. La console, stando a quanto dichiarato da Nintendo, è stata realizzata per affiancare il Nintendo Switch sul mercato, senza sostituirlo, ma al contrario offrendo un'alternativa più economica e adatta a chi ama la formula di Nintendo Switch classica ma preferisce giocare in portatile. Infatti, a differenza della Nintendo Switch classica, la versione Lite non è una console ibrida (ovvero collegabile alla TV) ma è una console portatile, di conseguenza non può essere collegata alla TV.

## Storia
Il pomeriggio del 10 luglio 2019 con un video sul canale YouTube ufficiale di Nintendo, Yoshiaki Koizumi annunciò il Nintendo Switch Lite, confermando così le numerose voci di corridoio che indicavano l'annuncio di una versione più piccola ed economica di Nintendo Switch imminente.

## Caratteristiche generali
Il Nintendo Switch Lite, rispetto alla versione base è privo dei Joy-Con e dello stand per metterla in piedi per la modalità da tavolo. È inoltre più piccola, ma non varia lo spessore. Ha connettività Wi-Fi e supporta il multiplayer in locale fino a 8 giocatori, disponibile nei colori rosa, azzurro, giallo, grigio e viola.

### Descrizione[5]
- Colori disponibili: giallo, turchese, grigio, corallo e blu.[6]
- Versioni speciali: 
  - Pokémon Spada e Scudo Edizione Zacian & Zamazenta[3].
  - The Legend of Zelda Edizione Hyrule.
- Schermo: Touch screen capacitivo di 5,5 pollici.
- Autonomia: dalle 3 alle 7 ore[7]
- La console Nintendo Switch impiega circa 3 ore per caricarsi completamente quando è spenta o in modalità riposo. I tempi di ricarica saranno più lunghi se la console viene utilizzata.[7]
- La configurazione dei pulsanti è la stessa del Nintendo Switch, cioè nella parte frontale abbiamo:
  - Pulsantiera +
  - Pulsante +
  - Tasti di fuoco A, B, X e Y
  - Tasti dorsali L ed R.
  - Stick sinistro
  - Stick destro
  - SELECT (-) e START (+).
  - Pulsante cattura.
  - Pulsante HOME.

Invece nel retro abbiamo:
- Pulsante ZR e ZL.

Nella parte superiore troviamo:
- Slot scheda di gioco.
- Presa audio.
- Pulsanti per il volume.
- Pulsante POWER.

Nella parte inferiore invece troviamo:
- Presa USB tipo C.
- Altoparlanti
- Slot scheda microSD
- Compatibile solo con i giochi Switch che supportano la modalità portatile, a meno che non si acquistino separatamente dei controller Joy-Con da collegare a Switch Lite.

L'unica differenza dalla configurazione dello Switch base è il D-pad, che questa volta ritorna alla forma a +.

### Supporti
Il Nintendo Switch Lite supporta qualsiasi gioco della versione Nintendo Switch, gli unici giochi non supportati sono quelli che richiedono un Joy-Con, come Super Mario Party.